# Anelosimus studiosus
Anelosimus studiosus är en spindelart som först beskrevs av Nicholas Marcellus Hentz 1850.  Anelosimus studiosus ingår i släktet Anelosimus och familjen klotspindlar. Inga underarter finns listade i Catalogue of Life.